# Kate Daudy
 (octobre 2017).
Si vous disposez d'ouvrages ou d'articles de référence ou si vous connaissez des sites web de qualité traitant du thème abordé ici, merci de compléter l'article en donnant les références utiles à sa vérifiabilité et en les liant à la section « Notes et références ».
Kate Daudy (née le 19 novembre 1970) est une artiste britannique. Son travail est inspiré par une ancienne tradition des lettrés chinois d'inscrire des poèmes sur des objets.
Sa technique consiste à composer ou sélectionner soigneusement des poésies qui reflètent ou contrastent avec la nature de l'objet de son choix. Les lettres qui forment ces poèmes sont coupés de feutrine et appliqués dans différentes techniques, en fonction de l'objet. Grâce à son étude savante de la mémoire des objets Daudy explore les concepts de communication et la langue, la spiritualité, la solitude et les relations Est / Ouest.

## Biographie
Kate Viggers grandit à Londres et étudie l'histoire de la littérature chinoise à Paris. Elle épouse le financier Clément Daudy (fils de Philippe Daudy et petit-fils d'Henry Goüin,.

### Carrière
Son premier spectacle « Écrite dans l'eau » (2009) avec Grant Blanc (en) à la Galerie Marie Victoire Poliakoff à Paris a examiné les souvenirs associés à des éléments de vêtements, inscrivant robes vintage avec des poèmes qui reflètent leur identité. Le journal Le Figaro a comparé le travail Daudy à celui de Jean Cocteau et d'Elsa SchiaparelliWhite's work to that of Jean Cocteau and Elsa Schiaparelli.
Yellow Mountains, lettres rouges exposées à Londres Bonham 2010. En vedette ses œuvres calligraphiques sur des photographies par un spécialiste de l'art chinois Daniel Eskenazi.
Un pacifiste engagé, son œuvre la plus célèbre, robe de guerre a été commandée par le Southbank Centre à Londres pour le festival international de poésie. Ellz a présenté « Dulce et Decorum Est » de Wilfred Owen inscrit en lettres kaki le long du train de robe de mariée.
Depuis, elle a collaboré avec Lemn Sissay (en), le Festival de Glyndebourne, Yang Lian, Maison de Voltaire, Grant White, le Southbank Centre, International de Poésie, Rufus Wainwright et d'autres artistes et poètes dont la chanteuse islandaise Björk.

## Thème

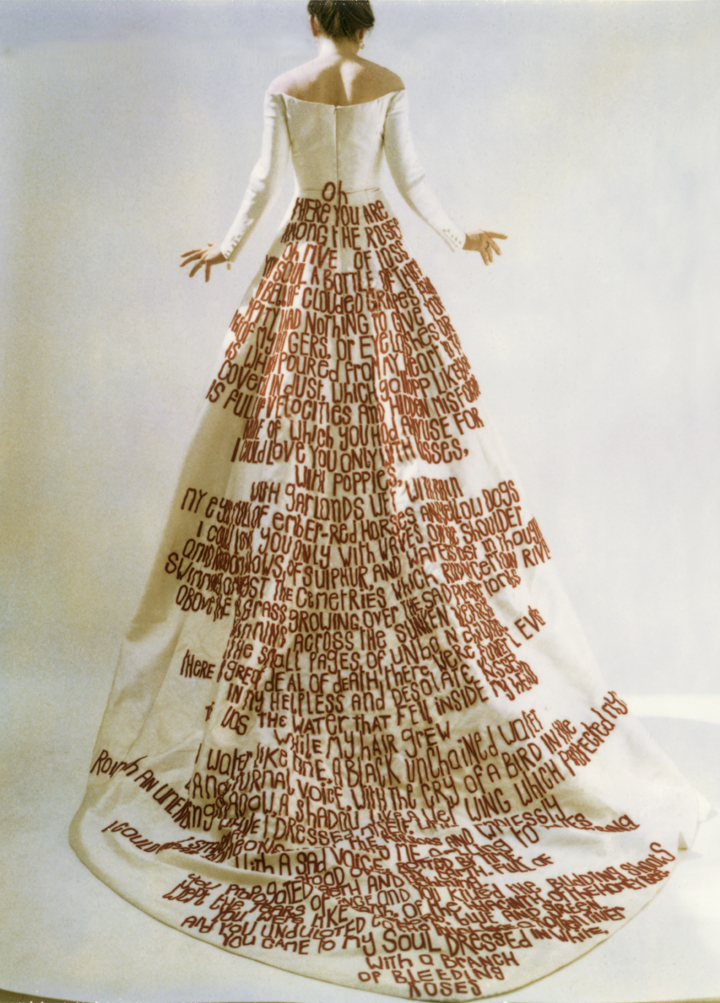

Le concept de l'écriture sur des objets a pour l'origine le début de la civilisation chinoise, quand des carapaces de tortues et des omoplates ont été utilisés pour prédire l'avenir. Ces « os oracles » devraient passer par un processus de brûlure dans les braises d'un feu alors conformément à la façon dont les os et les coquilles fêlées chaman chinois seraient prévoir l'avenir et d'y écrire ce qu'ils avaient prédit sur les coquilles. Cela était particulièrement répandu dans la dynastie Shang (1600-1046 av. J.-C.). L'écriture calligraphique ou l'inscription de poèmes sur des objets devenus une forme élevée de l'art en lui-même, perpétuée par les empereurs au pouvoir, qui composer des poèmes à être inscrit sur toiles ou des œuvres d'art d'une importance particulière pour eux.
En perpétuant cette tradition littéraire comme une forme plastique d'art contemporain du travail de Kate Daudy a apporté ces anciens concepts même de revenir en Chine continentale elle-même, où la tradition a été perdue. Daudy utilise des mots de sa propre composition ainsi que d'autres poèmes provenant de sources variées telles que Verlaine et Anne Sexton, ou les parôles des Pink Floyd.